# John Joseph Mitty
John Joseph Mitty (New York, 20 gennaio 1884 – Menlo Park, 15 ottobre 1961) è stato un arcivescovo cattolico statunitense.

## Biografia
Monsignor John Joseph Mitty nacque nel Greenwich Village di New York il 20 gennaio 1884 ed era il figlio di John Mitty e Mary (nata Murphy).

### Formazione e ministero sacerdotale
Ricevette la sua prima educazione presso la scuola parrocchiale della chiesa di San Giuseppe nella sua città natale. Nel 1896 si iscrisse all'Istituto De La Salle. Rimase orfano all'età di quattordici anni. Frequentò il Manhattan College dove conseguì un Bachelor of Arts nel 1901. Iniziò poi gli studi per il sacerdozio al seminario "San Giuseppe" di Yonkers.
Il 22 dicembre 1906 fu ordinato presbitero per l'arcidiocesi di New York da monsignor John Murphy Farley. Proseguì gli studi all'Università Cattolica d'America a Washington dove nel 1907 conseguì un Bachelor of Sacred Theology. L'anno seguente conseguì il dottorato in teologia presso il Pontificio Seminario Romano Maggiore.
Nel 1909, dopo il suo ritorno in patria, servì brevemente come curato nella chiesa di Santa Veronica nel West Village. Dal 1909 al 1917 fu professore di teologia dogmatica al seminario "San Giuseppe" di Yonkers. Uno dei suoi studenti fu il futuro cardinale James Francis Louis McIntyre.
Durante la prima guerra mondiale, prestò servizio come cappellano militare nell'esercito degli Stati Uniti, prestando servizio con le forze di spedizione americane nella 49ª divisione di fanteria e nella 101ª divisione aviotrasportata in Francia. Servì con due reggimenti di New York che operarono nell'offensiva della Mosa-Argonne del 1918. Nel 1919 venne congedato e successivamente venne nominato parroco della parrocchia del Sacro Cuore a Highland Falls. In aggiunta ai suoi doveri pastorali, prestò servizio come cappellano cattolico presso l'Accademia militare degli Stati Uniti a West Point dal 1919 al 1922. In quegli anni il generale Douglas MacArthur prestava servizio come sovrintendente dell'Accademia. Nel 1922 l'arcivescovo Patrick Joseph Hayes lo nominò parroco della parrocchia di San Luca nel Bronx.

### Ministero episcopale
Il 21 giugno 1926 papa Pio XI lo nominò vescovo di Salt Lake City. Ricevette l'ordinazione episcopale il 6 settembre successivo nella cattedrale di San Patrizio a New York dal cardinale Patrick Joseph Hayes, arcivescovo metropolita di New York, coconsacranti il vescovo ausiliare della stessa arcidiocesi John Joseph Dunn e il vescovo di Syracuse Daniel Joseph Curley.
Monsignor Mitty ereditò una diocesi profondamente indebitata. Il suo predecessore aveva fatto ricorso a nuovi prestiti per pagare gli interessi sul debito precedente, lasciando la diocesi in passivo di oltre 300 000 dollari. Mitty prese il controllo delle finanze, concentrandosi sul miglioramento delle collette settimanali. Quando nel 1932 venne trasferito, la diocesi stava iniziando a pagare i suoi debiti e il suo successore riuscì a finire di saldarli nel 1936.
Il 29 gennaio 1932 papa Pio XI lo nominò arcivescovo coadiutore di San Francisco e titolare di Egina. Il 2 marzo 1935 succedette alla medesima sede. Venne installato come arcivescovo e presentò il pallio, il simbolo degli arcivescovi metropoliti, con una messa pontificale nella cattedrale di Santa Maria Assunta nel settembre dello stesso anno.

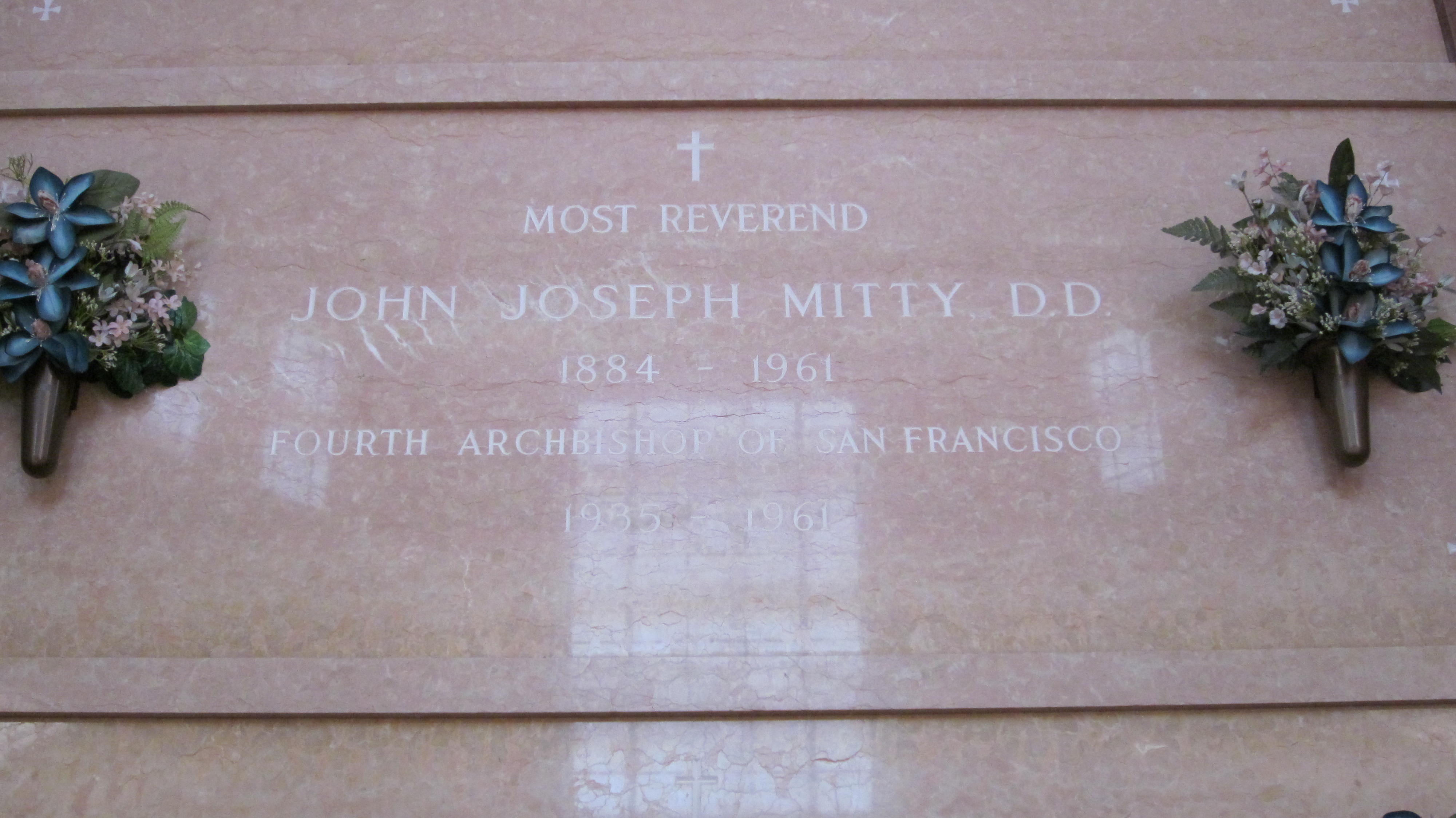
Tomba di monsignor John Joseph Mitty nella cappella degli arcivescovi dell'Holy Cross Catholic Cemetery di Colma.

Monsignor Mitty lavorò per ricostruire o istituire le istituzioni cattoliche nell'arcidiocesi. Il suo primo atto come arcivescovo fu di devolvere il suo dono di installazione da parte clero per restaurare il seminario "San Patrizio". Nel 1937 l'arcidiocesi riacquistò il St. Mary's College of California che poté riaprire già nel 1938. Nei ventisei anni del suo episcopato, eresse 84 parrocchie e missioni e furono completati oltre 500 progetti di costruzione.
Monsignor Mitty generò polemiche quando chiese il boicottaggio del San Francisco News. Il giornale aveva riportato la notizia che un prete dell'arcidiocesi era stato arrestato, si era dichiarato colpevole ed era stato multato per guida in stato di ebbrezza. Il vescovo definì questa come "copertura anticattolica". Si unì a diversi altri vescovi e arcivescovi americani nel criticare la dichiarazione di Mosca, in particolare mettendo in discussione i motivi dell'Unione Sovietica.
Nel 1951 monsignor Mitty approvò l'istituzione della Western Association del Sovrano militare ordine di Malta a San Francisco per gli Stati Uniti occidentali. Nel 1953 presiedette la prima cerimonia di investitura dell'associazione.
Colpito da un attacco cardiaco, morì nel seminario "San Patrizio" di Menlo Park all'età di 77 anni. Dopo le esequie la salma fu tumulata nella cappella degli arcivescovi dell'Holy Cross Catholic Cemetery di Colma.
Gli è intitolata la Archbishop Mitty High School di San Jose.

## Genealogia episcopale e successione apostolica
La genealogia episcopale è:
- Cardinale Scipione Rebiba
- Cardinale Giulio Antonio Santori
- Cardinale Girolamo Bernerio, O.P.
- Arcivescovo Galeazzo Sanvitale
- Cardinale Ludovico Ludovisi
- Cardinale Luigi Caetani
- Cardinale Ulderico Carpegna
- Cardinale Paluzzo Paluzzi Altieri degli Albertoni
- Cardinale Gaspare Carpegna
- Cardinale Fabrizio Paolucci
- Cardinale Francesco Barberini
- Cardinale Annibale Albani
- Cardinale Federico Marcello Lante Montefeltro della Rovere
- Vescovo Charles Walmesley, O.S.B.
- Arcivescovo John Carroll, S.I.
- Cardinale Jean-Louis Anne Madelain Lefebvre de Cheverus
- Arcivescovo Ambrose Maréchal, P.S.S.
- Vescovo John Dubois, P.S.S.
- Arcivescovo John Joseph Hughes
- Cardinale John McCloskey
- Arcivescovo Michael Augustine Corrigan
- Cardinale John Murphy Farley
- Cardinale Patrick Joseph Hayes
- Arcivescovo John Joseph Mitty

La successione apostolica è:
- Vescovo Duane Garrison Hunt (1937)
- Arcivescovo Thomas Arthur Connolly (1939)
- Vescovo James Joseph Sweeney (1941)
- Vescovo Hugh Aloysius Donohoe (1947)
- Vescovo James Thomas O'Dowd (1948)
- Vescovo Merlin Joseph Guilfoyle (1950)
- Arcivescovo Robert Joseph Dwyer (1952)
- Vescovo John Joseph Scanlan (1954)